# Tesis doctorals en xarxa
Tesis Doctorals en Xarxa (TDX) és un repositori cooperatiu que conté, en format digital, tesis doctorals llegides a les universitats de Catalunya i d'altres comunitats autònomes. Creat el 2001, va ser el primer repositori digital d'aquest tipus a Espanya.
La consulta de les tesis és d'accés lliure i permet realitzar cerques en el text complet de les tesis, per autor/a, director/a, títol, matèria de la tesi, universitat i departament on s'ha llegit, any de defensa, etc.
El repositori TDX està gestionat i coordinat pel Consorci de Serveis Universitaris de Catalunya (CSUC) i patrocinat per la Generalitat de Catalunya.

## Objectius
Els objectius d'aquest repositori són:
- Difondre, arreu del món i a través d'internet, els resultats de la recerca universitària.
- Oferir als autors de les tesis una eina que incrementa l'accés i la visibilitat del seu treball.
- Afavorir l'edició electrònica en obert de la producció científica pròpia.[6]

## Universitats participants
Les universitats que participen actualment a TDX són: 
- Universitat de Barcelona (UB)
- Universitat Autònoma de Barcelona (UAB)
- Universitat Politècnica de Catalunya (UPC)
- Universitat Pompeu Fabra (UPF)
- Universitat de Girona (UdG)
- Universitat de Lleida (UdL)
- Universitat Rovira i Virgili (URV)
- Universitat Oberta de Catalunya (UOC)
- Universitat Ramon Llull (URL)
- Universitat de Vic - Universitat Central de Catalunya (UVic)
- Universitat Internacional de Catalunya (UIC)
- Universitat Abat Oliba CEU (UAO)
- Universitat d'Andorra (UdA)
- Universitat de les Illes Balears (UIB)
- Universitat Jaume I (UJI)
- Universidad de Cantabria (UC)

## Història
TDX va néixer com a fruit del conveni La Universitat Digital a Catalunya 1999-2003, signat el 8 de setembre de 1999, pels llavors Comissionats per a la Societat de la Informació i per a Universitats i Recerca, la Universitat de Barcelona, la Universitat Autònoma de Barcelona, la Universitat Politècnica de Catalunya, la Universitat Pompeu Fabra, la Universitat de Girona, la Universitat de Lleida, la Universitat Rovira i Virgili i la Universitat Oberta de Catalunya, la Fundació Catalana per a la Recerca, el CESCA i el CBUC. Posteriorment, s'hi van incorporar la Universitat Jaume I (juliol 2002), la Universitat de les Illes Balears (desembre 2002), la Universitat de València (abril 2003), la Universitat Ramon Llull (octubre 2004), la Universidad de Cantabria (març 2005), la Universidad de Murcia (juliol 2005), la Universitat de Vic - Universitat Central de Catalunya (maig 2007), la Universitat Abat Oliba (desembre 2007), la Universitat Internacional de Catalunya (gener 2008) i la Universitat d'Andorra (abril 2013).
Des de l'any 2011, a més, TDX participa en la cooperativa MetaArchive amb l'objectiu d'assegurar la preservació de les tesis i d'estar dins d'una de les iniciatives pioneres en el món en aquest àmbit. Aquesta preservació es duu a terme a través del programari LOCKSS.
Les tesis incloses a TDX estan descrites amb metadades Dublin Core i segueixen el protocol d'interoperabilitat Open Archives Initiative Protocol for Metadata Harvesting fet que permet incrementar la seva visibilitat en oferir-se conjuntament amb d'altres repositoris, com per exemple a E-theses Portal (en el qual TDX participa representat per la Universitat Politècnica de Catalunya) o a DRIVE. A través de l'ús d'aquest protocol, TDX ofereix també, des de maig de 2007, l'opció de fer una cerca conjunta de tesis espanyoles independentment del repositori en què es trobin incloses.